# Bande (Ourense)
Pour les articles homonymes, voir Bande.

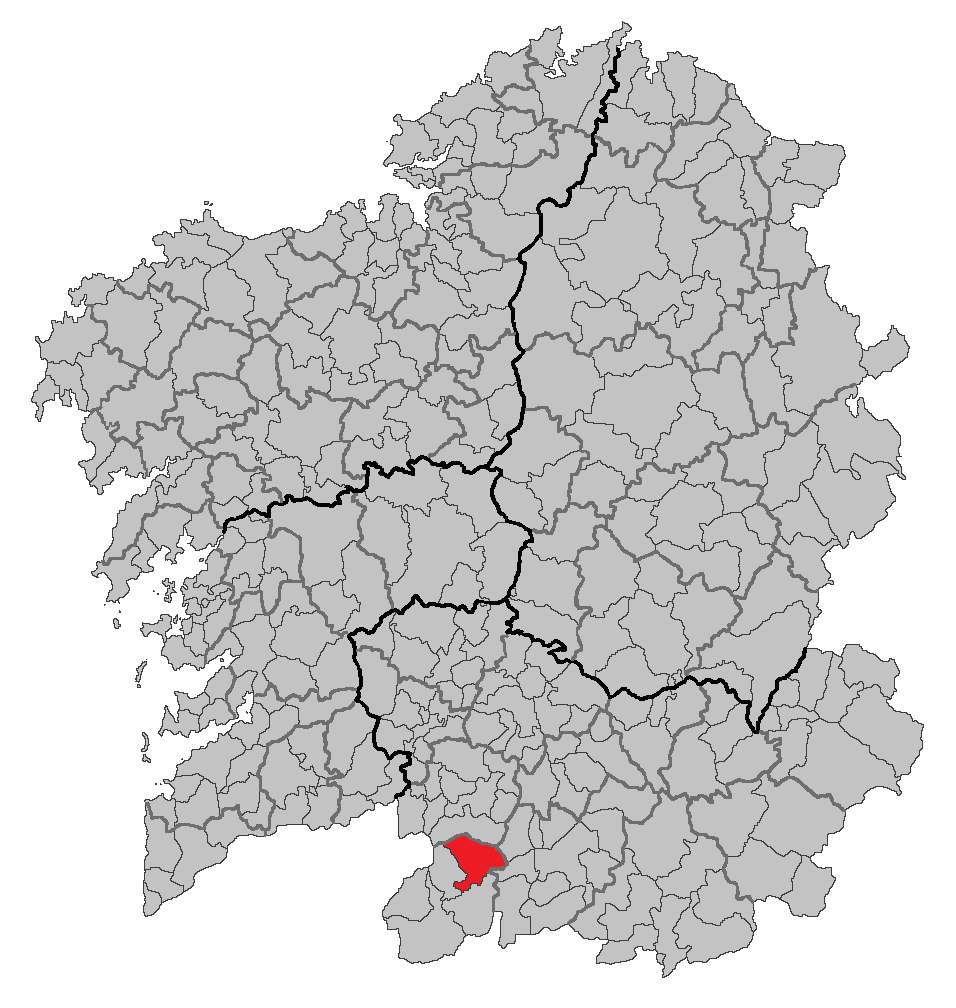
Localisation de Bande en Galice

Bande est une commune de la province d'Ourense en Galice (Espagne).

## Géographie
La ville est composée de plusieurs paroisses : Bande (San Pedro), Os Baños (San Xoán), Cadós (Santiago), Calvos (Santiago), Carpazás (San Pedro), Corvelle (Santa María), Garabelos (San Xoán), Güín (Santiago), Nigueiroá (Santiago), O Ribeiro (San Pedro Fiz), Santa Comba (San Trocado), Vilar (San Pedro Fiz).

## Population
Population en 2003 : 2 332 habitants et en 2004 : 2 326 habitants.
La population de Bande a atteint son maximum en 1950, avec 6 099 habitants. Depuis, elle n'a cessé de baisser, notamment à la suite d'une émigration massive des plus jeunes, notamment vers la Suisse et la France.
Environ la moitié de la population travaille dans le secteur agricole.

## Patrimoine
C'est une commune riche en vestiges archéologiques :
- Les castros de Rubiás, Sarreas, Fervenza, Seoane, Lobosandaus et Pena Maior
- Le site archéologique d'un campement romain du Ier siècle Aquis Querquennis, le 3e de la voie romaine, la Via Nova qui traverse le territoire de la commune, et étape-relais (mansion) du service postal de l'Empire romain.

Bande est connue en particulier pour son église de style wisigoth Santa Comba de Bande. C'est un temple wisigoth de la seconde moitié du VIIe siècle.

## Galerie d'images

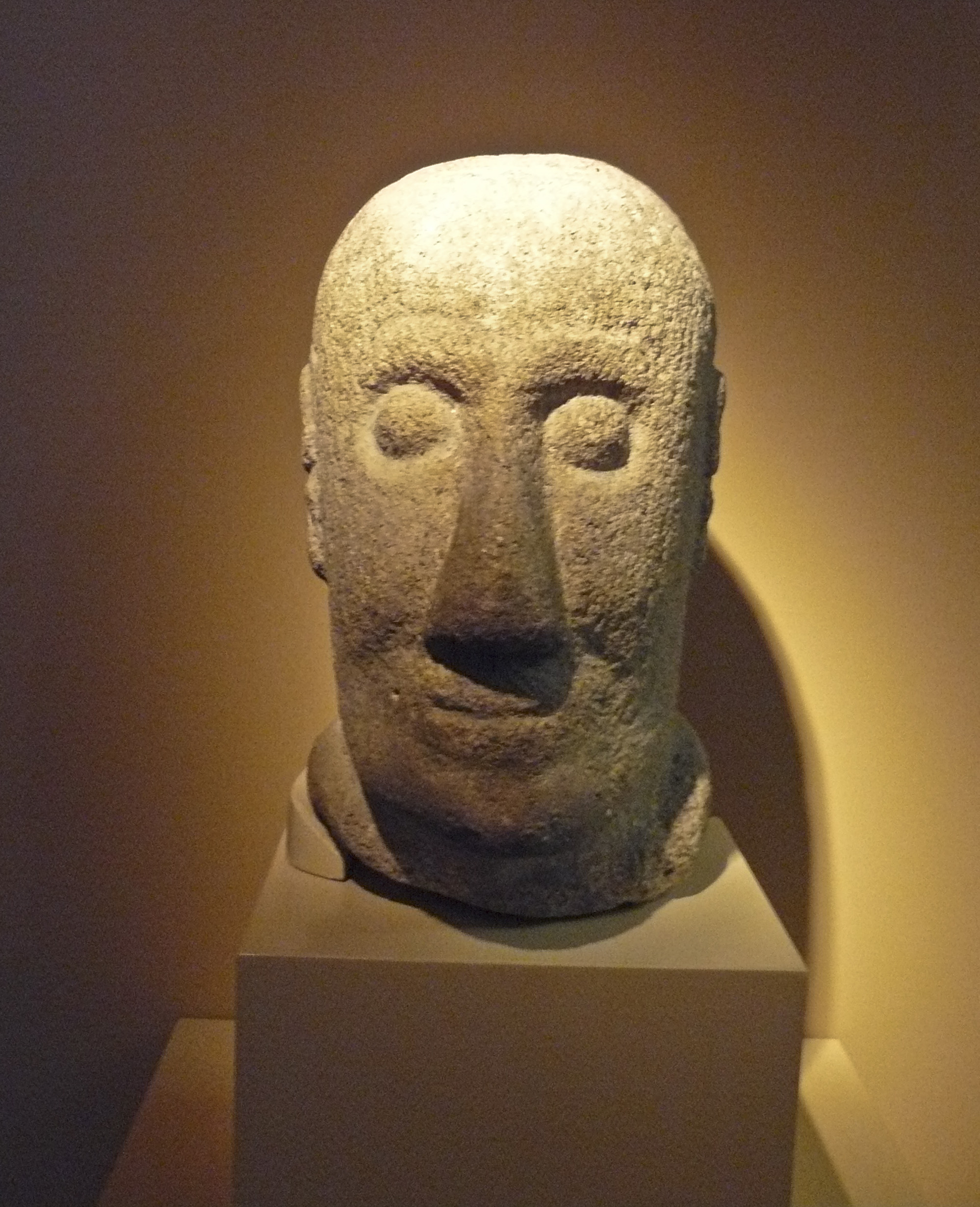
Tête de guerrier galaïco-romain du castro de Rubiás - Musée archéologique de Ourense.
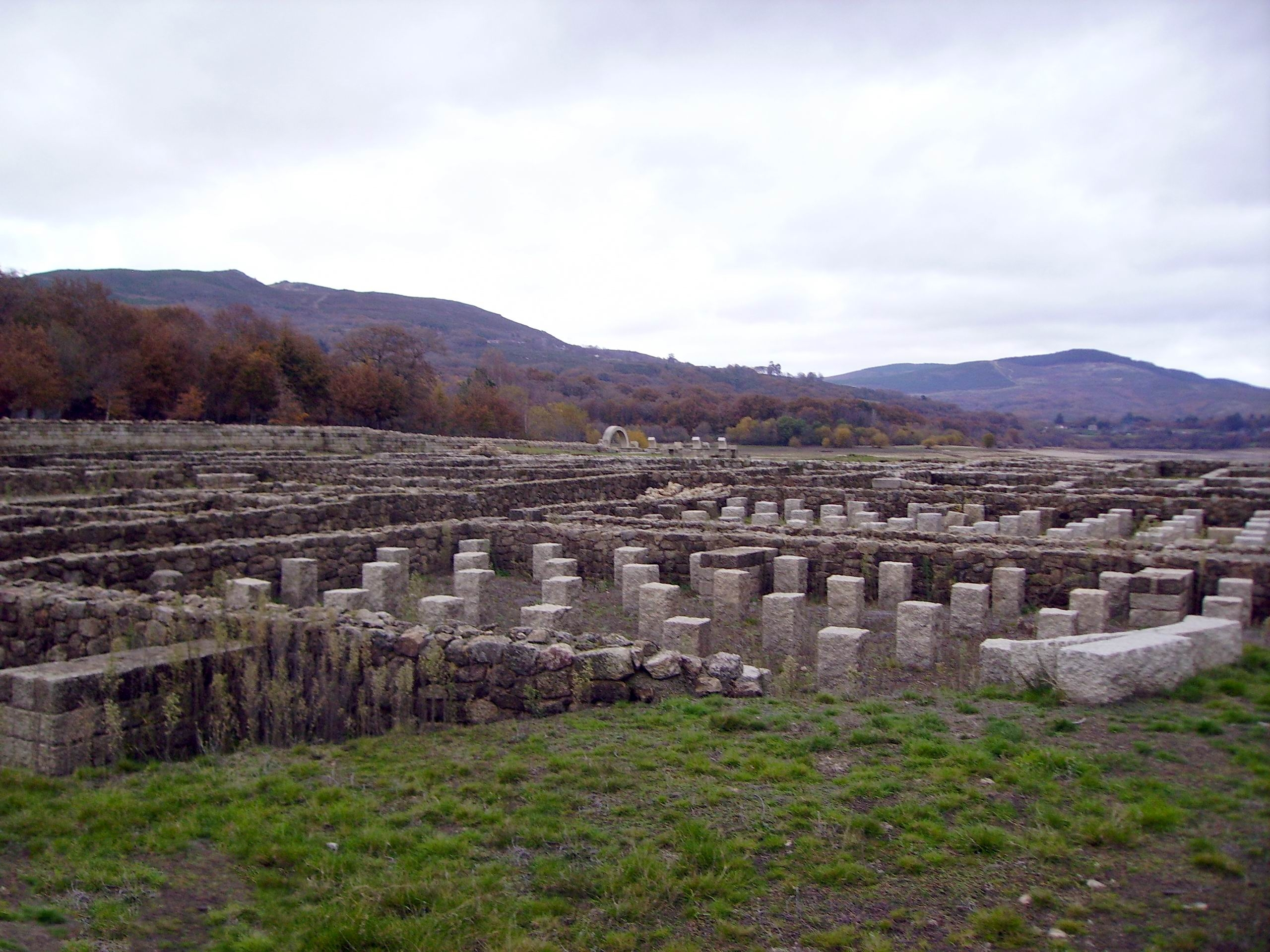
Campement romain Aquis Querquennis.
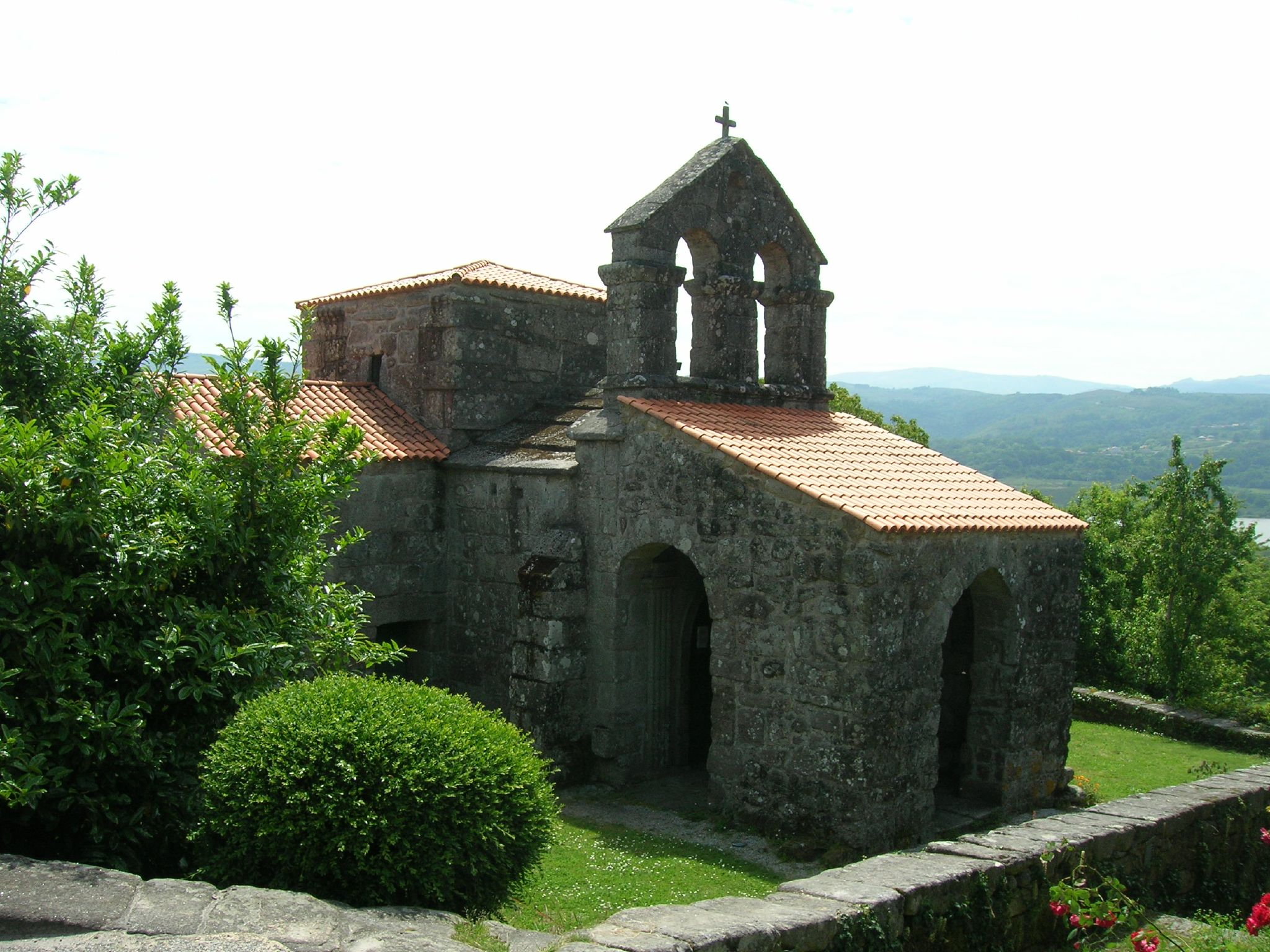
Église wisigothique de Santa Comba de Bande.
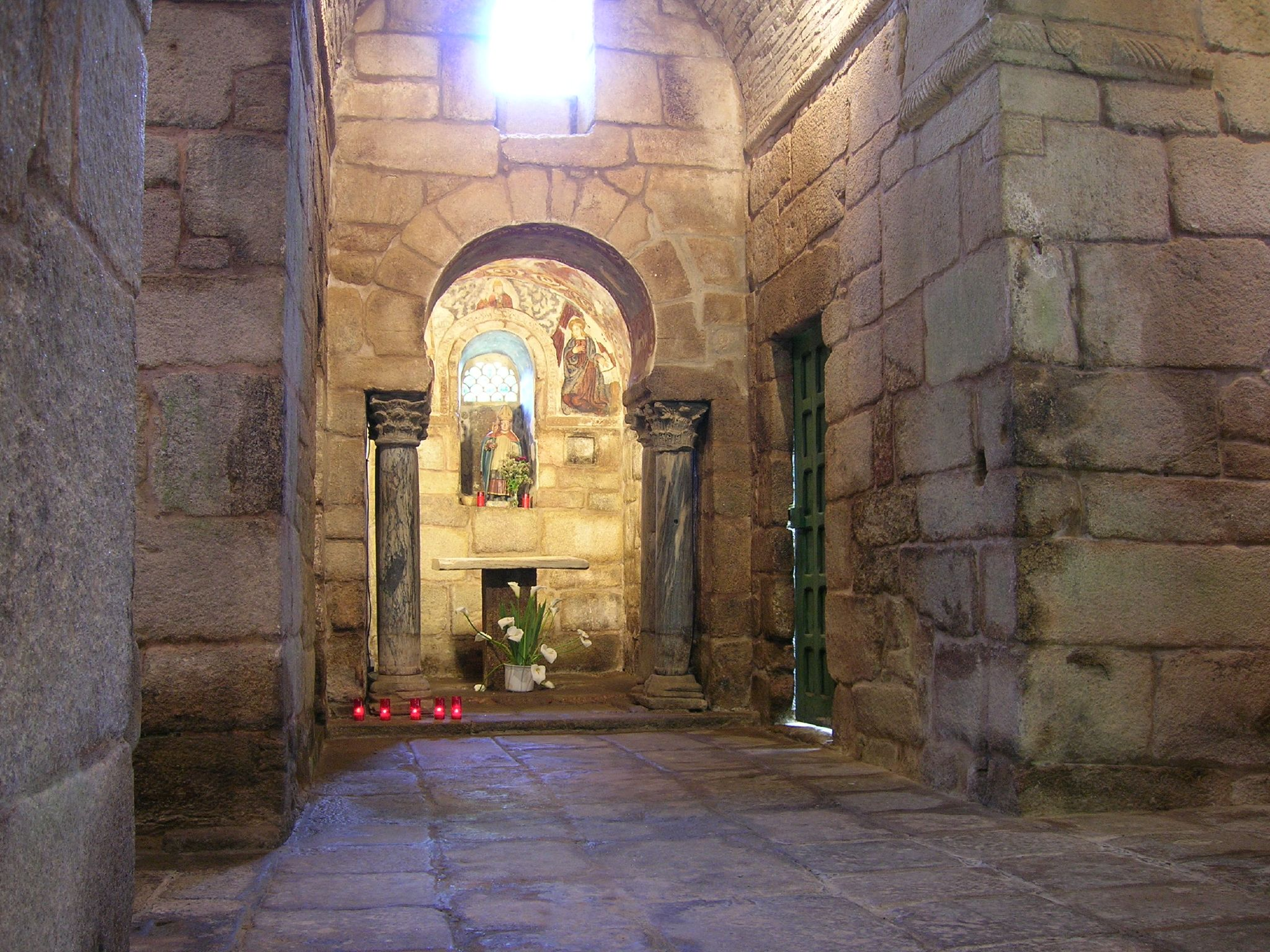
Intérieur de l'église de Santa Comba de Bande.